# アロージャズオーケストラ
アロージャズオーケストラは、兵庫県尼崎市を拠点とするジャズのビッグバンドである。

## 歴史
1958年、大阪市・キタにあったナイトクラブ「アロー」の専属ジャズバンドとして、ジャズピアニスト・北野タダオを中心に設立された。当初は北野の名前を冠した「北野タダオとアロージャズオーケストラ」だった。アローはこのナイトクラブに由来するものである。
「アロー」はその後1971年に閉店するが、関西を代表するジャズバンドとして引き続き活動を続け、1992年には後継者育成のための「AJOミュージックスクール」も設立。1995年から全国各地で定期演奏会を開催。2004年には、これまで演奏した延べにして3000曲に及ぶ蔵書・楽譜を演奏するための自主運営のライブハウス「ライブスポット・アロー」がオープンされた。
2008年、創始者である北野が勇退。2代目リーダーとして宗清洋（トロンボーン奏者）が就任した。
過去にアニタ・オデイ、エラ・フィッツジェラルド、マレーネ・ディートリッヒ、ボブ・ホープ、ディジー・ガレスピー、渡辺真知子、宇崎竜童、由紀さおり、上田正樹、寺井尚子、北村英治、日野皓正、木村充揮、大橋純子、角松敏生、東京キューバンボーイズ、宝塚歌劇団の現役・OG、坂本スミ子、美空ひばり、小曽根真、岩崎宏美らと共演している。